# Lūʻau
Pour les articles homonymes, voir Luau (homonymie).

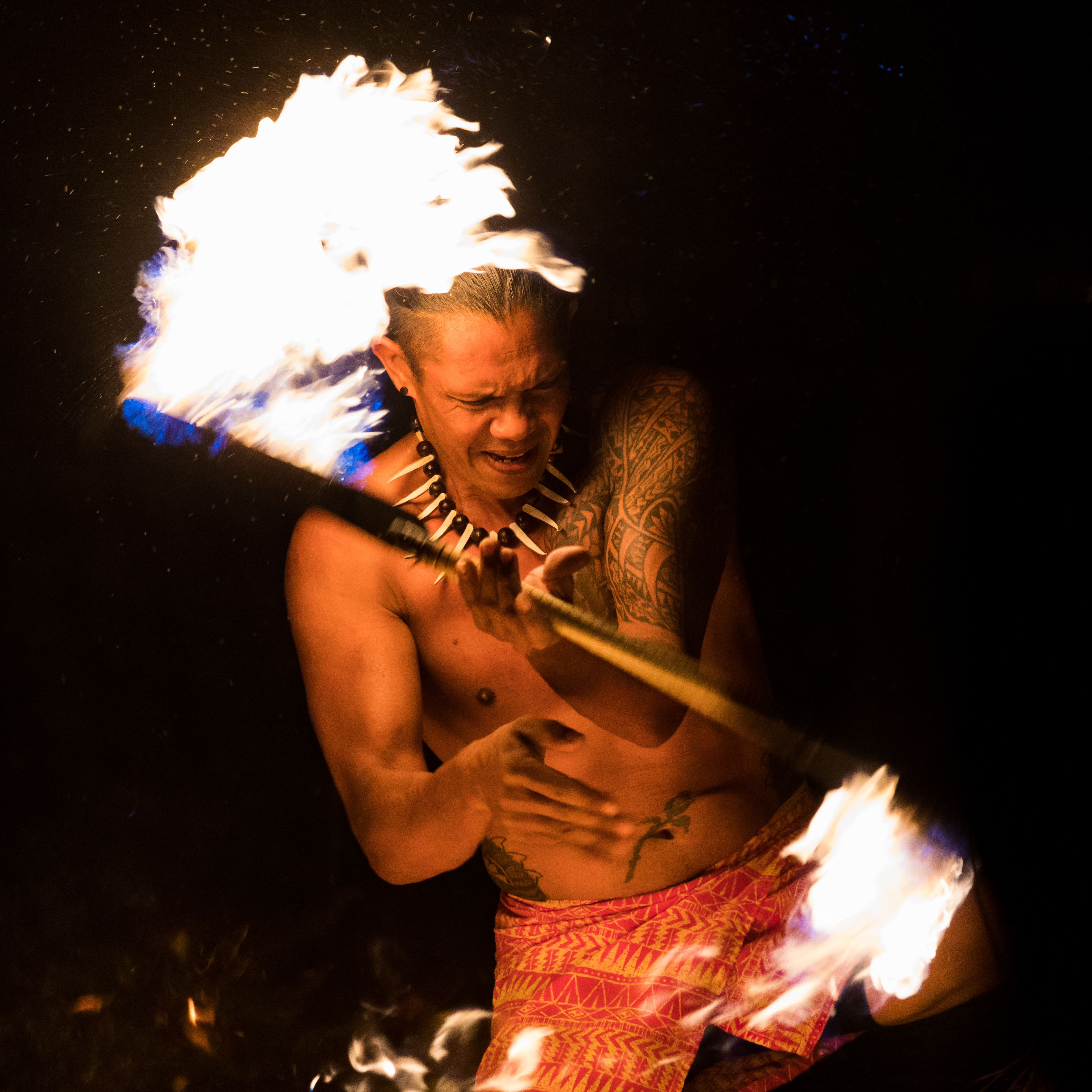
Un danseur de feu, lors du Lūʻau, dans la plantation Kilohana (2018).

Le lūʻau est une fête traditionnelle hawaïenne qui s'accompagne généralement de divertissements, de repas et de musique traditionnelle hawaïenne et du Hula. Chez les Hawaïens, les concepts de lūʻau et de fête sont souvent mélangés, ce qui aboutit à la remise de diplômes lūʻaus, au mariage lūʻau, au bébé lūʻau et à l'anniversaire lūʻau.

## Histoire
Dans l'ancien Hawaï, les hommes et les femmes prenaient leurs repas séparément. En outre, les femmes et le reste de la société n'étaient pas autorisés à manger des aliments peu communs ou des aliments qui n'étaient servis que lors d'occasions spéciales. Cependant, en 1819, le roi Kamehameha II supprime toutes les lois religieuses alors pratiquées. Le roi Kamehameha II accomplit un acte symbolique, en mangeant avec les femmes, mettant ainsi fin au système religieux hawaïen du kapu (en) (tabou). C'est à cette époque que les fêtes lūʻau sont créées.

## Nourriture
Le nom moderne de lūʻau provient d'un plat emblématique de ces festivités : le lūʻau stew, un ragoût traditionnel préparé à base de jeunes feuilles de taro, généralement accompagné de poulpe, de poulet et de lait de coco. Cependant, le mets central de nombreux lūʻau est le kālua puaʻa, un porc entier cuit lentement dans un imu, un four en terre.  
Un autre incontournable de ce festin est le poï, une pâte à la texture variable obtenue à partir des racines de taro pilées et fermentées. Historiquement, les repas étaient servis à même le sol, sur des nattes ornées de centres de table confectionnés avec des feuilles de tī (Cordyline fruticosa). L'usage d'ustensiles était absent ; tous les plats se dégustaient à la main.  
L'épaisseur du poï était traditionnellement mesurée en fonction du nombre de doigts nécessaires pour le porter à la bouche : un poï « à trois doigts » avait la consistance d’une compote de pommes, un poï « à deux doigts » s’apparentait à un pudding, tandis que le poï « à un doigt » était le plus épais, correspondant à du taro fraîchement pilé, non dilué et non fermenté, également appelé paʻiʻai.
Un lūʻau traditionnel comprend une variété de plats , tels que :
- Chicken long rice
- Haupia
- ʻUala
- Porc Kalua
- Koʻelepelau
- Kulolo
- Poulet fāfā
- Lomi oio
- Saumon lomi
- Poï
- Poke
- Fruits tropicaux

### Source de la traduction
- (en) Cet article est partiellement ou en totalité issu de l’article de Wikipédia en anglais intitulé « Lūʻau » (voir la liste des auteurs).